# دافونوس
دافونوس یا سگ‌های خرسی پاکوتاه (نام علمی: Daphoenus) یک سرده منقرض‌شده از آمفی‌سیونیدها است. دافونوس از ائوسن میانی تا میوسن میانی (37-16 میلیون سال پیش) در آمریکای شمالی سکونت داشته‌است.

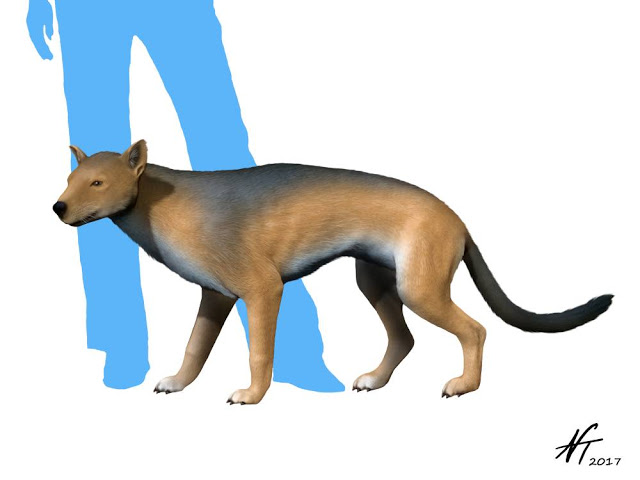
بازسازی D. vetus